# Papaplatte
Papaplatte (* 24. Januar 1997 in Berlin; bürgerlich Kevin Andreas Teller) ist ein deutscher Webvideoproduzent, Streamer und Podcaster.

## Persönliches
Teller wuchs in Königs Wusterhausen auf. Er begann im Alter von elf Jahren mit dem Tanzsport und nahm schon bald an professionellen Tanzwettbewerben teil.
In der 7. Klasse eröffnete er mit zwei Freunden einen YouTube-Kanal namens SchnitzelTV, auf dem Comedy-Videos erschienen. Als sich die Gruppe auflöste, wechselte Teller allein auf die Livestreamingplattform Twitch. Er legte am Friedrich-Schiller-Gymnasium in Königs Wusterhausen das Abitur ab und studierte anschließend Elektrotechnik an der TU Berlin. Nach einem halben Jahr gab er sein Studium und zugleich das Tanzen auf, um sich auf seine Tätigkeit als Influencer und Streamer zu konzentrieren.
Seit Mitte 2021 ist er mit seiner Lebensgefährtin Masha zusammen. Teller lebt in Köln.

## Medialer Auftritt

### Twitch
Seinen Twitch-Kanal erstellte Papaplatte im November 2013; die Twitch-Partnerschaft erlangte er im Februar 2014.
Im Februar 2021 öffneten Papaplatte und Trymacs gemeinsam ein Display Pokémon-Sammelkarten der ersten Generation in deutscher Sprache – im damaligen Wert von etwa 40.000 Euro. Während des Live-Events auf Twitch erreichten sie eine Gesamtzuschauerzahl von 356.000 (301.000 bei Trymacs und 55.000 bei Papaplatte), wodurch sie den zuvor von Knossi im Oktober 2020 aufgestellten Rekord von 328.000 Zuschauern brachen.
Mitte 2021 wurden aufgrund eines Leaks Informationen über die Einnahmen von Twitch-Streamern mittels Abonnements und Spenden publik. Von August 2019 bis Oktober 2021 verdiente Papaplatte etwa 1,29 Mio. Euro, was ihn in diesem Zeitraum zu einem der bestverdienenden deutschsprachigen Streamer machte.
Papaplatte ist Stand August 2024 der Twitch-Kanal mit den meisten Abonnenten (33.912) und drittmeisten Followern (2,52 Mio.) in Deutschland.

### Podcast
Seit November 2018 moderiert Papaplatte wöchentlich mit Dominik Reezmann den Comedy-Podcast Edeltalk, in dem die Freunde über Geschichten von früher, aber auch aktuelle Themen und Trends sprechen. Zum Podcast wurde am 22. März 2022 ein Buch mit dem Titel Edeltalk im Riva Verlag veröffentlicht.
Im September 2022 wurde das erste Mal, im Rahmen des 1LIVE-Podcastfestivals, ein Live-Podcast veranstaltet. Im Herbst 2023 gingen Teller und Reezmann mit ihrem Podcast auf Live-Tour durch Deutschland und Österreich.
Seit Dezember 2024 ist der Podcast Teil des öffentlich-rechtlichen Medienangebots Funk.

### Diverses

#### Pokémon
Im Oktober 2020 öffnete der YouTuber Logan Paul in einem Livestream ein ganzes Display Pokémon-Sammelkarten der englischsprachigen ersten Generation. Papaplatte kaufte eine Packung für rund 11.000 Euro, aus der Paul ein legendäres Glurak zog. Diese Karte der ersten Generation hatte zum damaligen Zeitpunkt einen Wert von etwa 65.000 Euro.

#### Edeltour
Im August 2021 startete Papaplatte zusammen mit Dominik Reezmann eine Wohnmobiltour namens Edeltour, angelehnt an den Podcast der beiden. Bei der Tour durchquerten sie neben Deutschland unter anderem auch Frankreich, Italien und Österreich. Täglich streamten sie mehrere Stunden, wie sie die verschiedenen Städte erkundeten.
Im März 2023 folgte die zweite Ausgabe der Edeltour, in der die beiden mit ihrem Streamer-Kollegen LetsHugo Skandinavien durchquerten.
Ende September 2024 begann die dritte Ausgabe der Edeltour, die diesmal durch Südosteuropa führte. Mit den Streams von der Tour erreichten Papaplatte und Reeze im Schnitt 50.000 Zuschauer. Im Juli 2025 startete die vierte Ausgabe der Edeltour, die durch das Vereinigte Königreich führt.

#### Musik
Papaplatte ist Deutschrap-Fan und schreibt eigene Songs. Im Dezember 2020 veröffentlichte er gemeinsam mit Dominik Reezmann den Song Holzscheit auf Spotify. Anfang 2021 veröffentlichte er den Song Daytona Noflex mit Danny. Nachdem Danny wegen zweifacher Vergewaltigung zu einer Bewährungsstrafe verurteilt wurde, distanzierte sich Papaplatte von ihm und ließ den gemeinsamen Song von allen Streaming-Plattformen entfernen. Im Juli 2021 veröffentlichte er seinen Song Bis zu ihr. Im Oktober 2023 brachten Papaplatte und Reeze den Song Alkohol ich liebe dich heraus.

#### Spielesause
Im August 2021 organisierte Papaplatte, zusammen mit Trymacs und Gronkh, ein Livestream-Event namens Spielesause. Da im Jahr 2021 die Gamescom erneut nur digital abgehalten wurde, wollten die drei Influencer durch das Event das „Messe-Feeling“ über den Livestream transportieren. Sie luden viele Gäste aus TV und Web für Videospiel-Sessions und Sportturniere ein. Während des Events schauten bis zu 115.000 Zuschauer gleichzeitig zu.

#### Jugendwort des Jahres
2021 kam „papatastisch“, das sich auf Papaplatte bezieht, bei der Abstimmung des Langenscheidt-Verlags zum Jugendwort des Jahres in Deutschland in die Top 10.
Die Popularität des Jugendwortes des Jahres 2023, „goofy“, war von Papaplatte schon länger maßgeblich mitbefeuert worden.

#### Teilnahme bei7 vs. Wild
2023 nahm er im Team mit Dominik Reezmann an der dritten Staffel der Survival-Reality-Show 7 vs. Wild teil. Er schaffte es, 14 Tage in der kanadischen Wildnis durchzuhalten.

#### TV-Auftritte
2022 nahm Teller bei Das perfekte Promi-Dinner teil.
Mitte November 2023 löste Papaplatte gemeinsam mit seinen Zuschauern einige Rätsel, die von Joko und Klaas im Rahmen von Joko & Klaas LIVE gestellt wurden, um die Geokoordinaten für einen versteckten Koffer mit dem symbolischen Inhalt von einer Million Euro herauszufinden. Kurz nachdem das letzte Rätsel gelöst war, fand ein Zuschauer des Streamers tatsächlich den Koffer, woraufhin auch Papaplatte, dem der Finder direkt nach dem Fund dankte, zur „Nachbesprechung“ bei der Sendung Late Night Berlin zugeschaltet wurde.
Teller nahm seitdem an weiteren Fernsehshows von Joko und Klaas teil, unter anderem war er bei Das Duell um die Welt und Joko & Klaas gegen ProSieben zu Gast.
Am 4. Februar 2024 startete Teller in Kooperation mit Joyn sein eigenes Event namens „Motor Games“.

#### Kritik am Umgang mit Mitarbeitern
Im August 2025 wurde eine Auseinandersetzung zwischen Teller und seinem Cutter Pamabu bekannt, der für den YouTube-Kanal Lattensepp tätig war. In einem Video legte Pamabu dar, dass Teller eine langjährige Vereinbarung über eine 25-prozentige Umsatzbeteiligung einseitig geändert habe, was seine Einkünfte erheblich reduzierte. Des Weiteren kritisierte er die mangelhafte Kommunikation und gab an, monatelang keine Antwort auf Nachrichten erhalten zu haben.
Teller äußerte sich zu den Vorwürfen in einem Livestream. Er gestand eine verspätete Kommunikation zu und räumte ein, dass sein einseitiges Vorgehen „unfair“ gewesen sei. Als Begründung für sein Handeln führte er hohe Fixkosten sowie Unzufriedenheit mit der Videoqualität an.
Die Auseinandersetzung erlangte besondere mediale Aufmerksamkeit, da Teller sich wenige Wochen zuvor in einer öffentlichen Debatte, die die Streamer Trymacs und Max Schradin betraf, für eine faire Bezahlung von Cuttern positioniert hatte. Der Fall führte zu einer branchenweiten Diskussion über Vergütungsmodelle in der deutschen Streaming-Szene.

## Rezeption (Auswahl)
- „Ich bin keine Rampensau“. Interview. In: Die Welt. 10. Juli 2023, S. 14 f.
- Caspar von Au: Mit Kochshows und Yoga in den Mainstream. In: Süddeutsche Zeitung. 26. Mai 2020, S. 18 (sueddeutsche.de): „Zwei P rotieren um sich selbst, darunter steht: ‚Gleich geht’s los‘. Es ist 15.15 Uhr und Kevin Teller, auf der Streamingplattform besser bekannt als ‚Papaplatte‘, verspätet sich.“
- »Haben Sie Ihr privates Glück der Karriere geopfert?« – »Safe«. Interview. In: Der Spiegel. Nr. 17, 17. April 2025, S. 110 f.

## Publikationen
- mit Reeze, Mikkel Robrahn: Edeltalk. Anthologie. riva Verlag, München 2022, ISBN 978-3-96775-080-5.